# Twike
Twike (Eigenschreibweise „TWIKE“), mit Sitz in Rosenthal, ist ein deutscher Hersteller von Leichtelektromobilen. Hauptprodukt des Unternehmens ist ein gleichnamiges dreirädriges Fahrzeug der EU-Fahrzeugklasse L5e für zwei Personen. Es war nach dem CityEL eines der meistverkauften Elektrofahrzeuge in Europa und wurde in Bezug auf die Zulassungszahlen erst 2013 von Renault Zoé überholt.

## Geschichte

### The Innovative Vehicle Design Competition
Das Ur-Twike geht auf einen Entwurf von Schweizer Lehrlingen und Studenten zurück. Es wurde 1986 für einen Wettbewerb ("Innovative Vehicle Design Competition" IVDC) der EXPO in Vancouver entwickelt und war ein reines Velomobil ohne Motorunterstützung. Dieses Fahrzeug gewann gegen alle konkurrierenden Entwürfe mit Verbrennungsmotor den "Functionality Award" für die beste ergonomische Gestaltung.

### Twike 2 mit Elektromotor
Inspiriert vom Erfolg des Twike trieben drei Menschen aus der Gruppe der Konstrukteurinnen und Konstrukteure die Entwicklung voran. Um in alltagstaugliche Konkurrenz zu anderen Automobilen treten zu können, wurde ein Prototyp mit elektrischer Unterstützung entwickelt, der 1991 als Twike II auf der HEUREKA-Ausstellung in Zürich der Öffentlichkeit vorgestellt wurde. 1992 gründete sich die Twike AG, mit Sitz im Schweizer Gelterkinden, um den Prototyp zur Serienreife zu bringen.

### Serienproduktion ab 1995
1992 begann die Twike AG mit der Suche nach Kapital und Kunden. Die Produktion des Twike III begann 1995 mit einer Kleinserie von 200 Exemplaren, von denen die ersten 10 als Vorserienmodell deklariert wurden. Die übrigen 190 Fahrzeuge wurden im Laufe des ersten Jahres hauptsächlich an Kunden in der Schweiz und in Deutschland verkauft. 1997 erhielt die S-LEM AG (Travers, Schweiz) die Lizenz für die Endmontage. 1999 fusionierte die Twike AG mit der S-LEM AG zur SwissLEM AG mit Sitz in Hochdorf, Schweiz.

### FINE Mobile ab 1998
1998 wurde die FINE Mobile GmbH („Forum für intelligente und nachhaltige Elektromobile“) zunächst mit Sitz in Augsburg gegründet, um Generalimporteur für Deutschland zu werden. Im selben Jahr startete die FINE Mobile auch die deutsche Produktionslinie. Die aus der Schweiz importierten Karosserien wurden im hessischen Rosenthal endmontiert. Grund dafür war die deutsche Zulassungsvorschrift, die eine Verbundglasfrontscheibe erfordern, während die Schweizer Modelle lediglich mit Plexiglas ausgestattet sein dürfen. Später wurde der Unternehmenssitz ebenfalls nach Rosenthal verlegt.

### Twike.Me & Twike.You
Bald machte sich die SwissLEM AG Gedanken über die Erweiterung ihrer Produktpalette. Geplant war ein Fahrzeug ohne Tretpedale, mit ähnlicher Reichweite, aber mehr Leistung, Platz und Gewicht im Vergleich zum Twike 3. Für das Design wurde Sbarro verpflichtet, ein erster Prototyp im Jahr 2000 auf dem Genfer Automobilsalon präsentiert. Als Energiequelle war eine Zebra-Batterie vorgesehen. Während dieses Fahrzeug als Twike.Me entwickelt und zur Serienreife gebracht werden sollte, wurden am Twike 3 bereits ab Sommer 2001 Designelemente übernommen und das Fahrzeug zum Twike.You umbenannt. Wegen der folgenden Geschäftsturbulenzen und wegen Zulassungsmodalitäten wurden in Deutschland Fahrzeuge mit der überarbeiteten Optik allerdings erst 2004 und gegen Aufpreis als „Redesign“ verkauft.

### Konkurs und Umzug nach Deutschland
Als die SwissLEM im Sommer 2002 in Konkurs ging, übernahm FINE Mobile die Produktions- und Markenrechte am Twike. Seitdem ist die Fine Mobile GmbH aus Rosenthal Rechteinhaber und weltweit einziger Produzent des Twike. Die Entwicklung des Twike.Me wurde eingestellt.

### Weiterentwicklung
Seit der Übernahme der Produktion durch die FINE Mobile GmbH wurden zahlreiche Verbesserungen an der Technik und dem Aussehen des Twike durchgeführt. Ein leiseres Getriebe, ein neuer Motor, „Breitreifen“ und nicht zuletzt die Umstellung auf Lithium-Ionen-Zellen konnten das Twike evolutionär modernisieren. Trotz enthusiastischer Fanbasis blieb das Twike 3 allerdings ein Nischenprodukt.
2009 entstand mit dem TW4XP („Twike for XPrice“, später „Twike 4“) ein Versuchsträger, um die Idee eines „human powered hybrid“ mit Elektroantrieb von Grund auf neu zu denken. Auf dessen Basis entwickelt die Firma seit 2015 das Twike 5 zur Serienreife.

### Von der Twike AG zur Twike GmbH
Anfang 2020 benannte sich die FINE Mobile GmbH in TWIKE GmbH um.

## Fahrzeuge

### Twike 1
Das erste Twike ist ein vollverkleidetes Tandem Trike, ein zweisitziges Velomobil, bei dem beide Passagiere nebeneinander sitzend ohne Motorunterstützung für Vortrieb sorgen. Entwickelt wurde das Fahrzeug von einer Gruppe von Personen mit "vielfältigem beruflichen Hintergrund" (z. B. Studenten von Hochschulen, aber auch Lehrlinge aus Basel, Chur, Winterthur, Gelterkinden und Zürich) unter dem Arbeitstitel "Project 50/50": Es sollte mit einem Gewicht von 50 kg von 2 Personen auf eine Geschwindigkeit von 50 km/h beschleunigt werden können. Struktur und Hülle des fertige Fahrzeugs bestanden aus faserverstärktem Kunststoff.

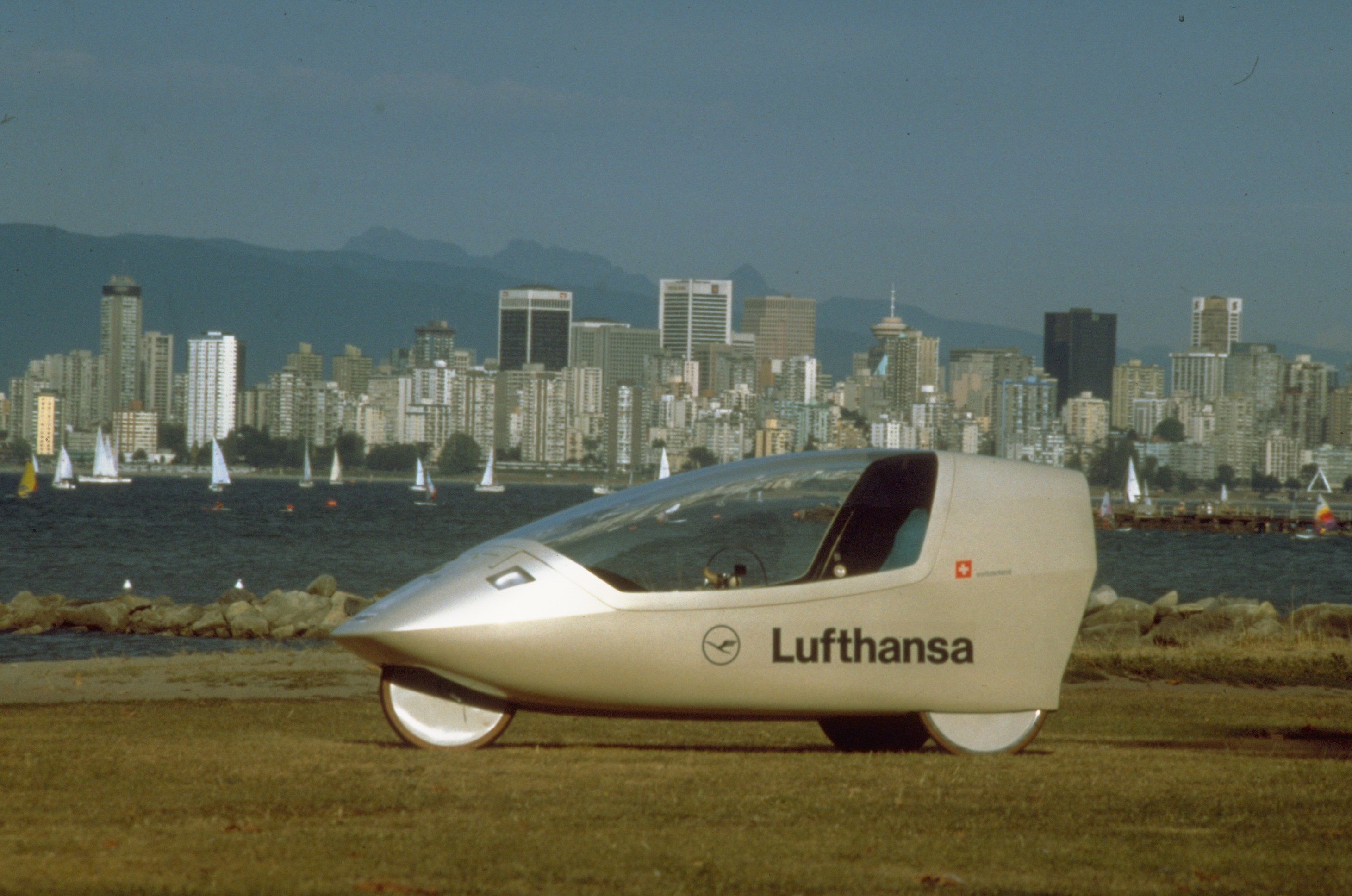
Twike 1 bei der Expo 1986

### Twike 2
1991 wurde das Twike 2 vorgestellt. Es verfügte über einen Riemenpedalantrieb ohne Schaltgetriebe und einen Gleichstrommotor, der mit NiCd-Batterien betrieben wurde. In Zusammenarbeit mit der Alusuisse-Lonza Holding entstand eine mit Kunststoff überzogene Rahmenstruktur aus Aluminium. Ein zweiter Prototyp mit Wechselstrommotor und verbessertem Fahrwerk erreichte schließlich 75 km/h Spitze und eine Reichweite von bis zu 100 km. Auf Wettbewerben wie unter anderem der Alpinen Solarmobil-Europameisterschaft konnte das Konzept sein Potential unter Beweis stellen. Allerdings war das Twike 2 genau wie das Ur-Twike nicht zum Verkauf vorgesehen. 

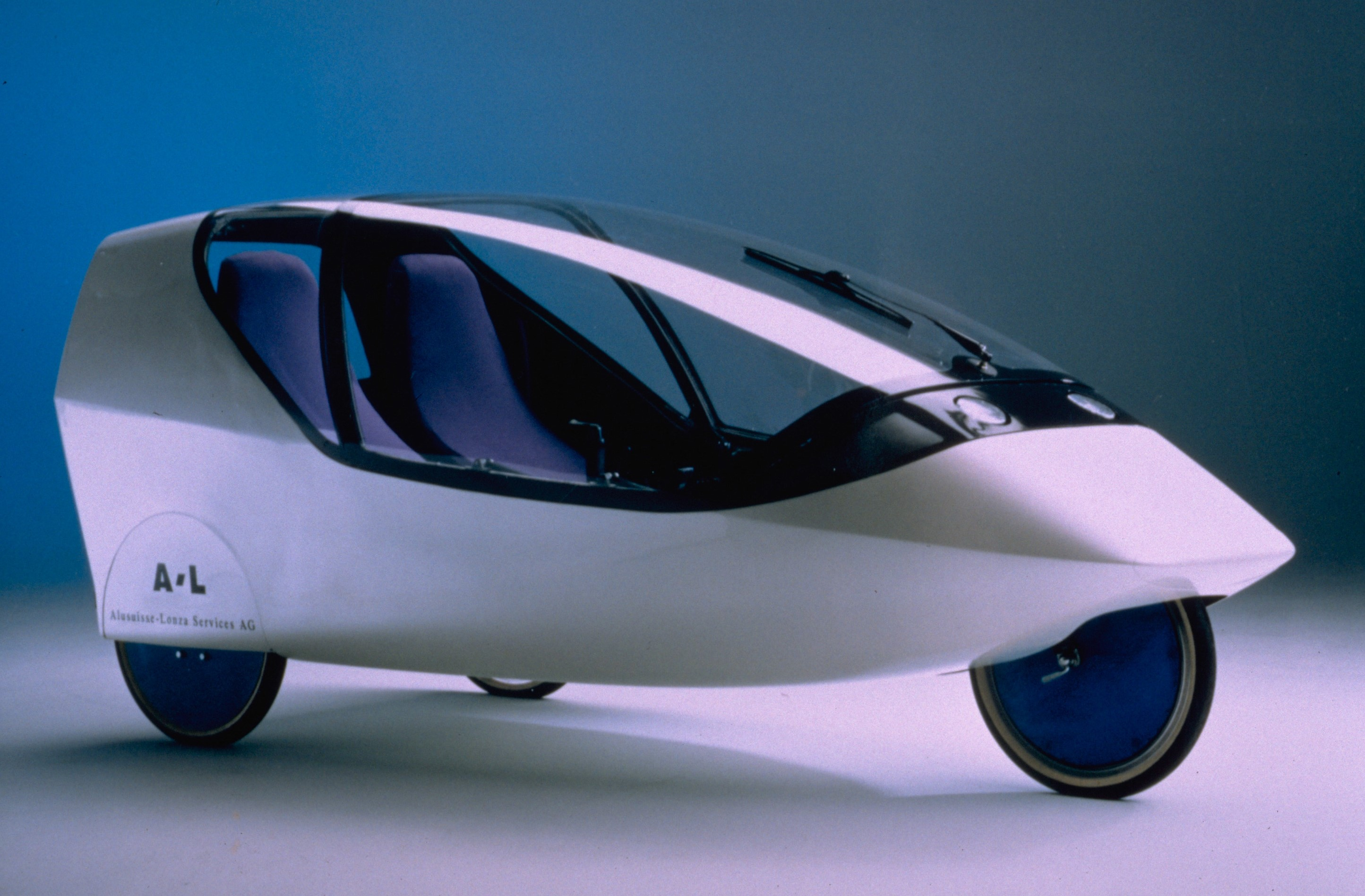
Twike 2

### Twike 3
Das Twike 3 wird seit seiner Veröffentlichung 1995 bis heute nahezu unverändert gebaut. Nur kleine Modifikationen an Karosserie, Innenraum und Akkus wurden seitdem vorgenommen. Seit Baubeginn wurden weit mehr als 1000 Fahrzeuge in Handarbeit gefertigt.

#### Konstruktion
Bei Twike handelt sich um ein Fahrzeug, das zwischen einem Velomobil und einem Automobil zu verorten ist. Das Chassis besteht aus Aluminium, die Karosserie ist eine Kombination aus Aluminium und Kunststoff. Es kann entweder rein elektrisch oder zusätzlich (aber nicht alleine) mit Pedalkraft betrieben werden. Zwischen den Jahren 2001 und 2015 wurde neben dem Twike mit Pedalen ("Active") auch eine Version ohne angeboten ("Easy").

Die Dreiradkonstruktion entspricht der Grundform eines „Deltas“ mit einem (lenkbaren) Vorderrad und einer Hinterachse mit zwei Rädern und ist für die Beförderung von zwei Personen plus Fracht ausgelegt. Sowohl Motor als auch Akkumulatoren, das Gepäckabteil sowie ein Großteil des Gewichts der zu transportierenden Personen belasten die Hinterachse. Dadurch wird eine günstige Kippstabilität erreicht. Die Haube dient als zusätzlicher Überrollbügel und trägt die Verbundglasscheibe (zulassungspflichtig in Deutschland) oder eine leichtere Plexiglasscheibe und das abnehmbare Cabrio- bzw. Targaverdeck.

#### Bedienung und Ausstattung
Gelenkt wird das Twike mit einem Joystick (Hebel) zwischen den Sitzen. Zwei zweistufige Tasten am Joystick dienen der Beschleunigung und der Verzögerung durch Rekuperation. Die Fußbremse sorgt für zusätzliche Verzögerung und wird über die Tretpedale ("Twike Active") oder ein separates Bremspedal ("Twike Easy") betätigt. Eine in der Mitte der Kabine angebrachte Schalttafel enthält die Bedienelemente für die Scheinwerfer, Nebelrückleuchte, Warnblinker, Frontscheibenheizungsgebläse, Ein- und Ausschalter sowie den Bordcomputer. Links vom Fahrer ist die Handbremse mit weiteren Bedienelementen: Fernlicht, Scheibenwischer und Hupe.
Zum Einsteigen wird die Haube aufgeklappt, unterstützt durch eine Gasfeder. Eine separate Heckklappe zum Kofferraum fehlt genauso, wie eine Innenraumheizung.

#### Antrieb
Für den Vortrieb hat das Twike einen Drehstrom-Elektromotor mit einer Nennleistung von 3 kW und einer (über den Bordcomputer einstellbaren) Spitzenleistung von 7 – 9 kW. Die beiden Hinterräder werden über ein Differentialgetriebe von einem Motor direkt angetrieben. Damit erreicht das Automobil eine Geschwindigkeit von 85 km/h in der Ebene.
Der Pedalantrieb ist (im "Twike Active") für Fahrer und Beifahrer vorhanden. Er kann unabhängig voneinander betätigt werden, ist für den Vortrieb allerdings nicht notwendig. Eine Beschleunigung aus dem Stand ist mittels Muskelkraft nicht vorgesehen und auch in der Ebene nur mit intensiver Anstrengung zu bewältigen. Mittels 5-Gang-Nabenschaltung (Sachs Pentasport) kann die Tretfrequenz an die Geschwindigkeit angepasst werden.

#### Energieversorgung
Die Akku-Technologie hat seit Erscheinen des Twikes erhebliche Fortschritte gemacht. Das Twike verwendete zunächst NiCd-Batterien, später Li-Mn, LiFePO4 und LiIon. Die Einführung der Li-Ionen-Akkus im Modelljahr 2008 führte zu deutlich größere Reichweite und besserer Zyklenfestigkeit. Das Twike war damit das erste Serienfahrzeug weltweit, das Li-Ionen-Akkus verwendete. Das Twike 3 wird heute mit Lithium-Ionen-Batterien in vier Leistungsklassen produziert. Die kleinste liefert 7 kWh mit einer Reichweite von 160 km und die größte 18 kWh und einer Reichweite von bis zu 400 km. Der Akku kann an einer herkömmlichen Haushaltssteckdose, aber auch an einer öffentlichen Ladestation geladen werden. Die Energie wird zudem während der Fahrt durch regeneratives Bremsen zurückgewonnen, und das elektrische System wird durch das Pedalsystem entlastet, das seine Leistung direkt auf den Antriebsstrang überträgt. Beide Systeme arbeiten parallel und nicht in Reihe.

#### Verbrauch und Reichweite
Das Gewicht des Twike beträgt 240–350 Kilogramm. Die Reichweite beträgt – je nach Akku und Fahrweise – zwischen 40 und 500 km bei einem Verbrauch von rund 4 bis 8 kWh/100 km. Dies entspricht 14,4–28,8 Megajoule/100 km. Der deutlich geringere Energieverbrauch im Vergleich zum Verbrennungsmotor ist dem viel höheren Wirkungsgrad des Elektroantriebs, der aerodynamisch günstigen Formgebung mit geringer Querschnittsfläche sowie der Leichtbauweise (Aluminium, Kunststoff) zu verdanken. Auch die mäßige Höchstgeschwindigkeit sowie die Bremsenergierückgewinnung wirken sich günstig auf den Verbrauch aus. 2020 führte die amerikanische Umweltbehörde EPA einen Verbrauchsvergleich verschiedener in den USA zugelassener Elektrofahrzeuge durch. Dabei wurde das Tesla Modell 3 Long Range AWD, Modelljahrgang 2021, mit einem Verbrauch von 25 kWh / 100 Meilen (entspricht 15,5 kWh / 100 km) auf den ersten Platz der Tabelle gesetzt. Die 25 Jahre alte Technik des Twike 3 unterbietet diesen Wert um mindestens die Hälfte.

#### Galerie Twike 3

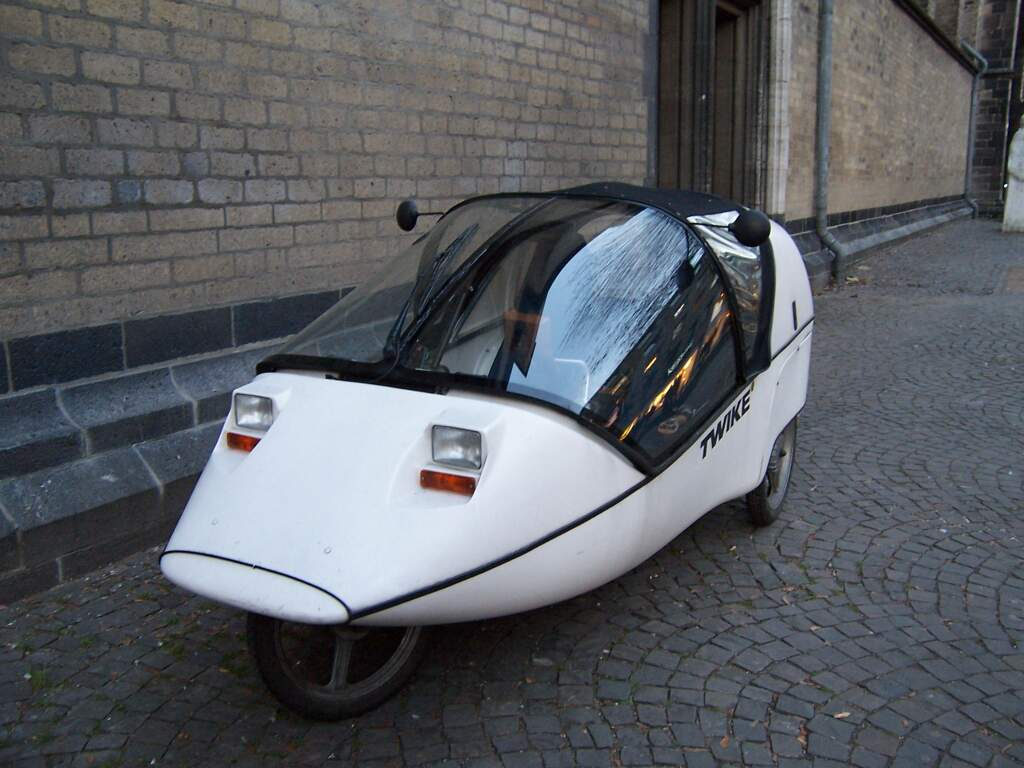
Twike 3
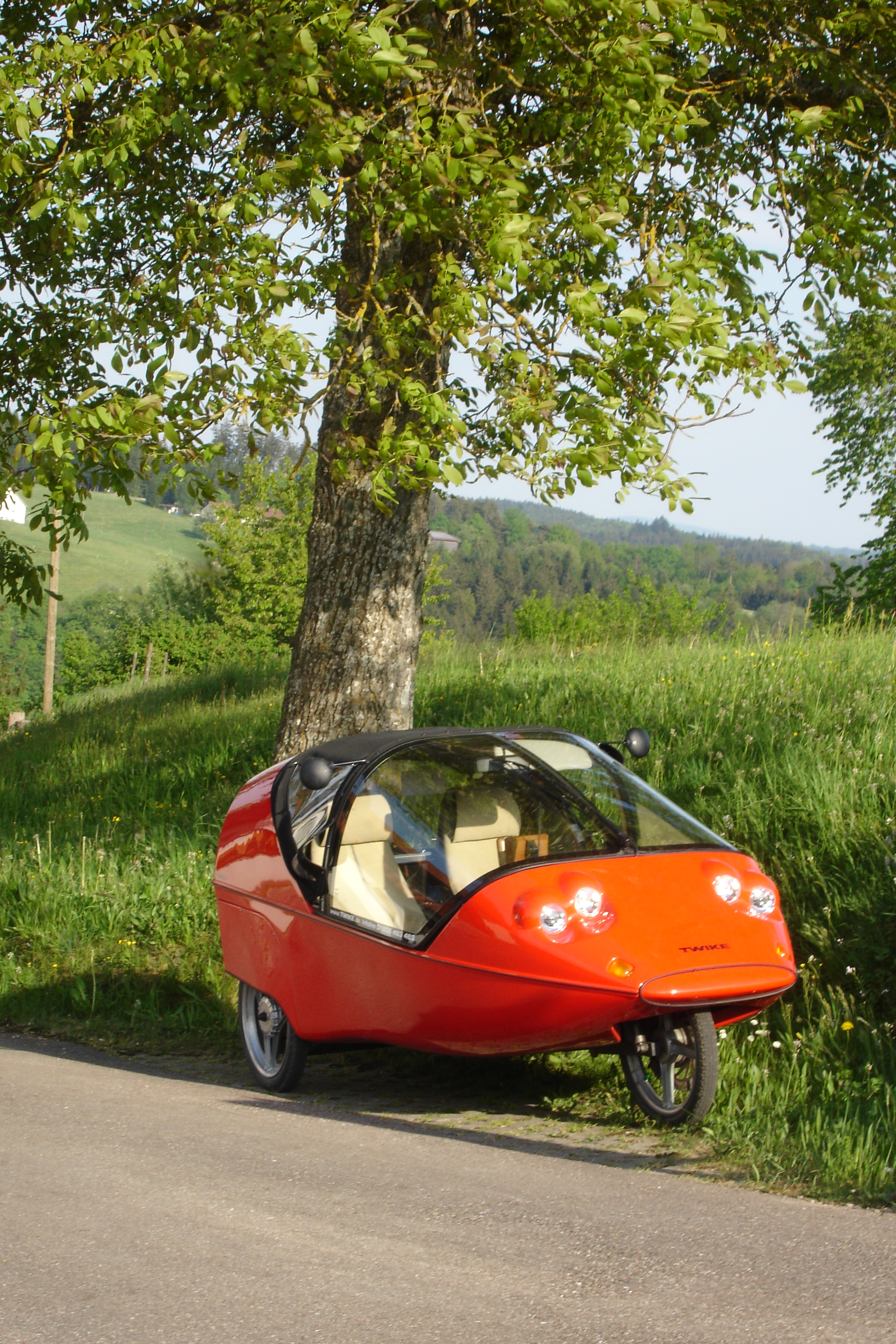
Twike 3 Redesign
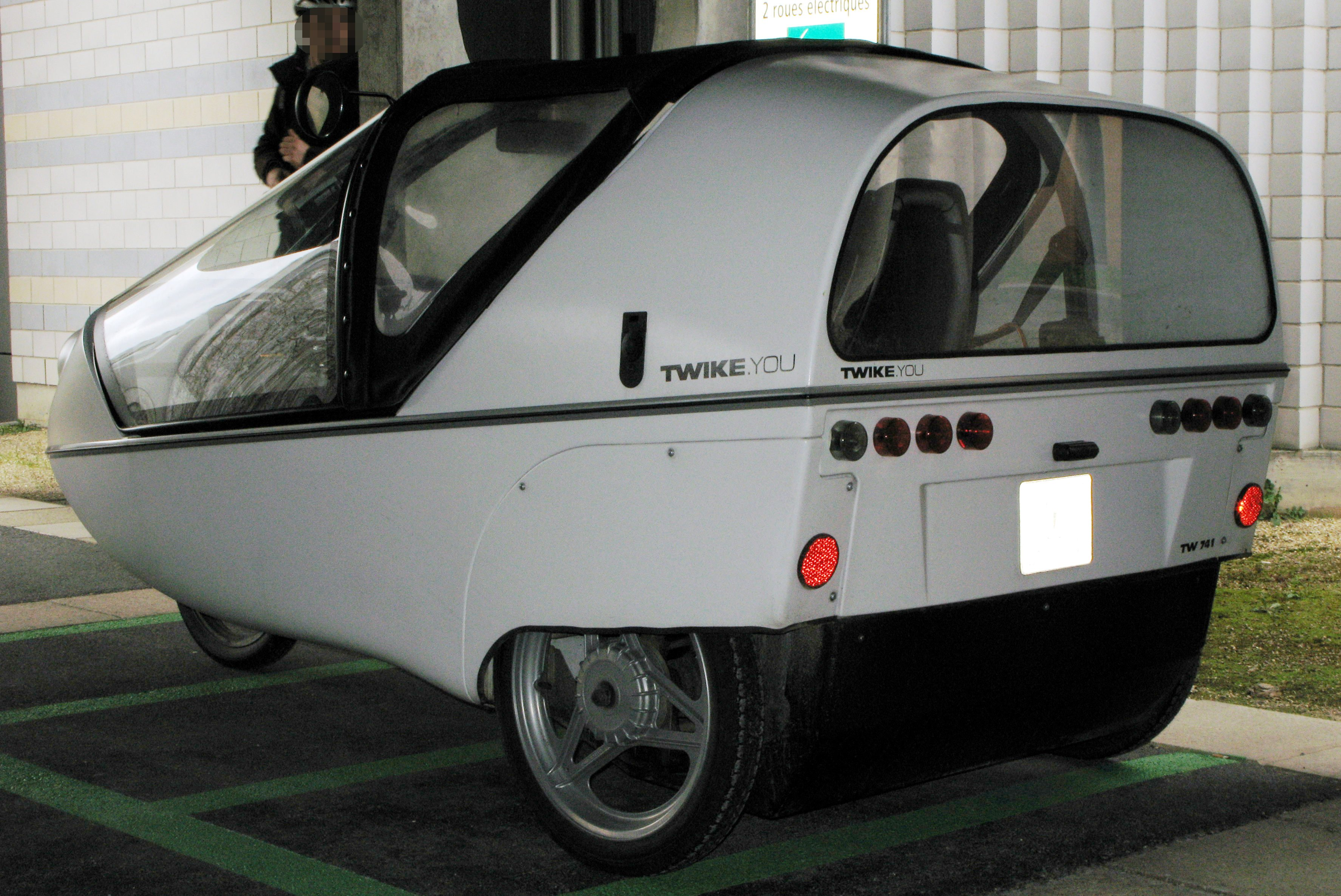
Twike 3 Redesign
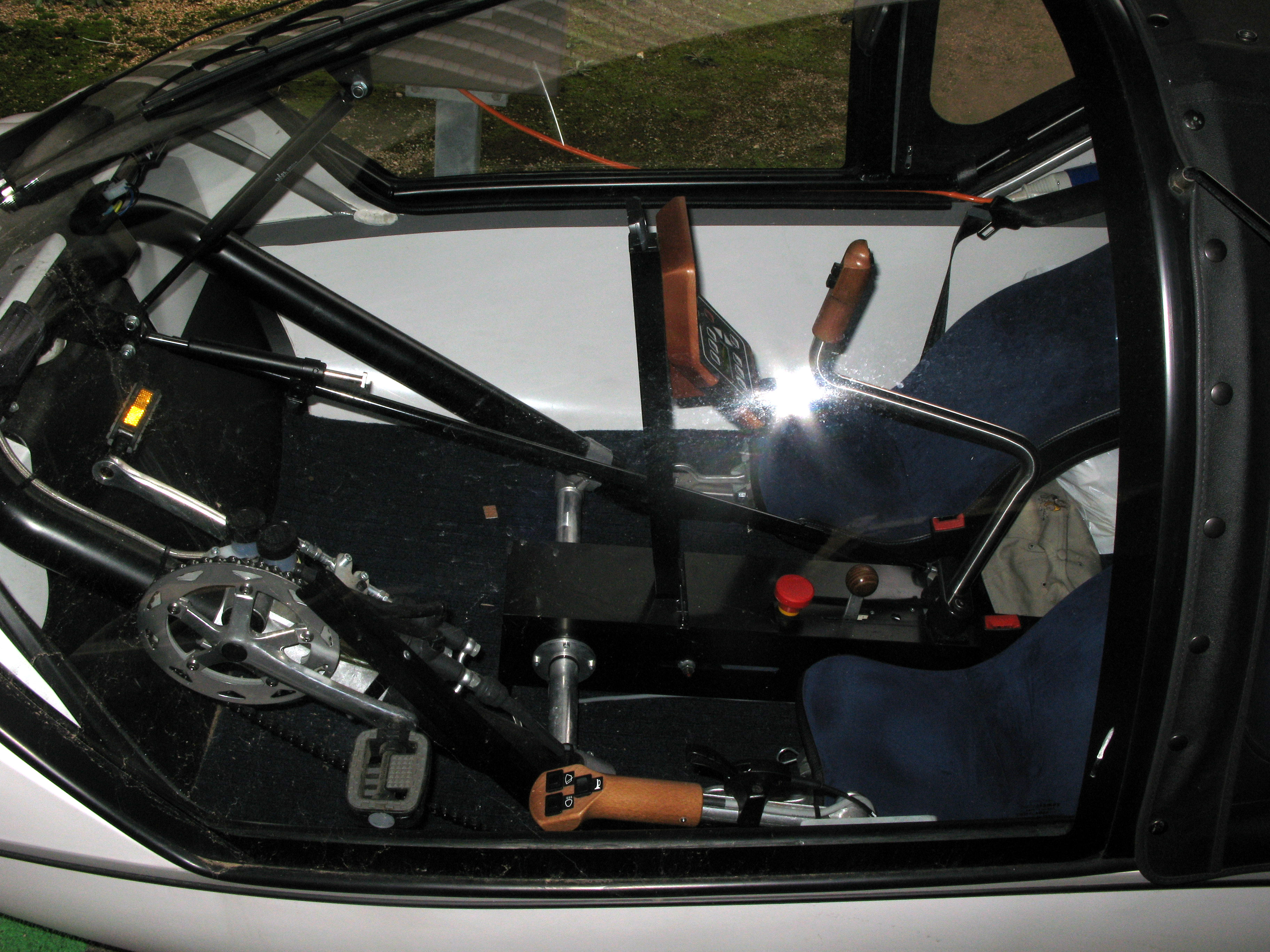
Interior Twike 3
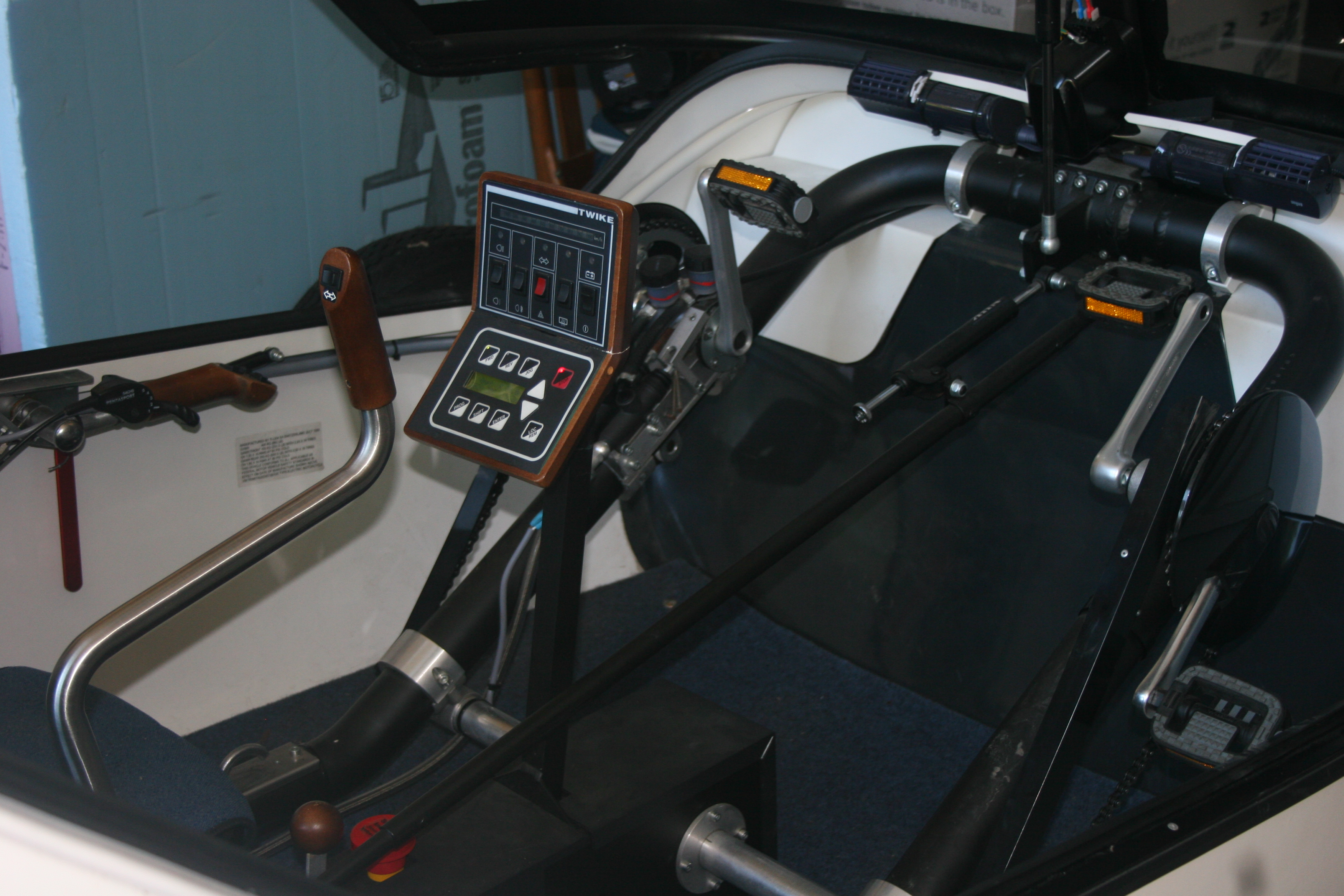
Interior Twike 3

#### Sonstiges

##### Kosten
Der Anschaffungspreis ist hoch, da es sich um ein Kleinserienprodukt handelt, das in Handarbeit entsteht. Er erreicht schon in der einfachsten Grundausstattung 26.000 € und kann auf über 55.000 € steigen. Dem stehen allerdings abgesehen vom Akkuverschleiß niedrige Wartungskosten und ein hoher Wiederverkaufswert gegenüber. Zudem sind die Energiekosten sehr gering. Für eine Jahresleistung von 10.000 km braucht ein Twike ca. 600 kWh Strom, was für das Beispiel bei 0,30 €/ kWh Stromkosten von 180 € im Jahr ergäbe.
Die Betriebskosten gibt der Hersteller mit etwa 8 ¢/km an (davon 1,5 ¢/km für Energie; weiters Reifenverschleiß, Wartung, Versicherung, Steuern bei 10.000 km/Jahr). Für den Batterieverschleiß rechnet man zusätzlich mit – je nach Fahrweise – 8 bis 15 ¢ pro Kilometer, wobei damit zu rechnen ist, dass dieser Wert mit wachsendem Fortschritt in der Akku-Technik sinken wird.

##### Verkaufszahlen
Seit 1995 wurden etwas über 1070 Fahrzeuge verkauft, wobei etwa 96 % zu etwa gleichen Teilen in die Schweiz und nach Deutschland ausgeliefert wurden (Stand September 2020).Die übrigen Fahrzeuge verteilen sich auf andere Länder wie die Niederlande, Korea, China, Dänemark, Österreich, Großbritannien, Australien, Belgien, Norwegen, Italien, Spanien, Frankreich, Marokko, Japan und die USA. Technische Feinheiten des Twike wurden über die Jahre Stück für Stück verbessert, Weiterentwicklungen unter der Haube lassen sich in der Regel selbst bei den ältesten Modellen nachrüsten. Von den 200 Einheiten der Pilotserie sind derzeit noch 183 Fahrzeuge in fahrtüchtigem Zustand. Laut Hersteller werden seit 2002, dem Jahr der Übernahme der Produktion nach Deutschland, jährlich etwa 40 Fahrzeuge neu gebaut und zugelassen.

##### Rekorde
Im Sommer 2012 gewann ein Twike mit einem 10-kWh-Lithium-Mangan-Akku die Effizienzwertung der e-miglia: Insgesamt wurden für die 800 km lange Strecke nur 47 kWh Energie verbraucht – weniger als die Hälfte des Durchschnitts der übrigen 19 Teilnehmer.
Im Sommer 2013 ließ ein handelsübliches Twike bei der eRUDA mehr als 100 Konkurrenten im Reichweitentest rund um den Ammersee hinter sich. Insgesamt wurden 510 km mit einer Ladung bei etwa 40 km/h Durchschnittsgeschwindigkeit bewältigt. Der Pilot hatte die Antriebskette des Pedalantriebs entfernt, um zu beweisen, dass er rein elektrisch fährt. Der Zweitplatzierte erreichte mit seinem Tesla Roadster lediglich 418 km.
Am Wochenende zwischen dem 9. und 12. Oktober 2020 wurde ein neuer Reichweitenrekord mit einem modifizierten Twike 3 aufgestellt. Das Fahrzeug erreichte mit einer Kapazität von rund 82 kWh und einer Durchschnittsgeschwindigkeit von 35 km/h rund 1470 km Reichweite ohne Aufladen. Die Fahrt fand ohne Absperrung auf einer regulären Straße in der Stadt Kloten (Flughafen Zürich-Kloten) nahe Zürich unter regennassen Wetterbedingungen statt.

### Twike 4
Zur Weiterentwicklung der Grundkonzeption des Twike 3 wurde seit 2009 das Twike 4, zunächst unter dem Namen TW4XP („Threewheeler for X-Prize“), entwickelt und getestet. Das Äußere und das Innere unterscheiden sich stark vom Vorgänger. Gelenkt wird im Twike 4 mit zwei Steuerknüppeln jeweils durch vor- oder zurückziehen. Fahrradpedale gibt es auch. Ziel der kompletten Neuentwicklung war es, das Twike in Richtung Leistungsfähigkeit, Fahreigenschaften und Raumkomfort deutlich zu verbessern. Das Twike 4 ging nie in Serie, erreichte aber 2010 als Prototyp auf dem Automotive X Prize in den USA Platz drei unter 136 Teams. Beim Fahrwerk beriet ein ehemaliger BMW-Ingenieur, die Software und die elektrische Fahrzeugarchitektur stammt von der Edag Engineering GmbH aus Fulda. Das Twike 4 wurde für den Einsatz auf autobahntaugliche 120 km/h hin optimiert.

#### Galerie Twike 4

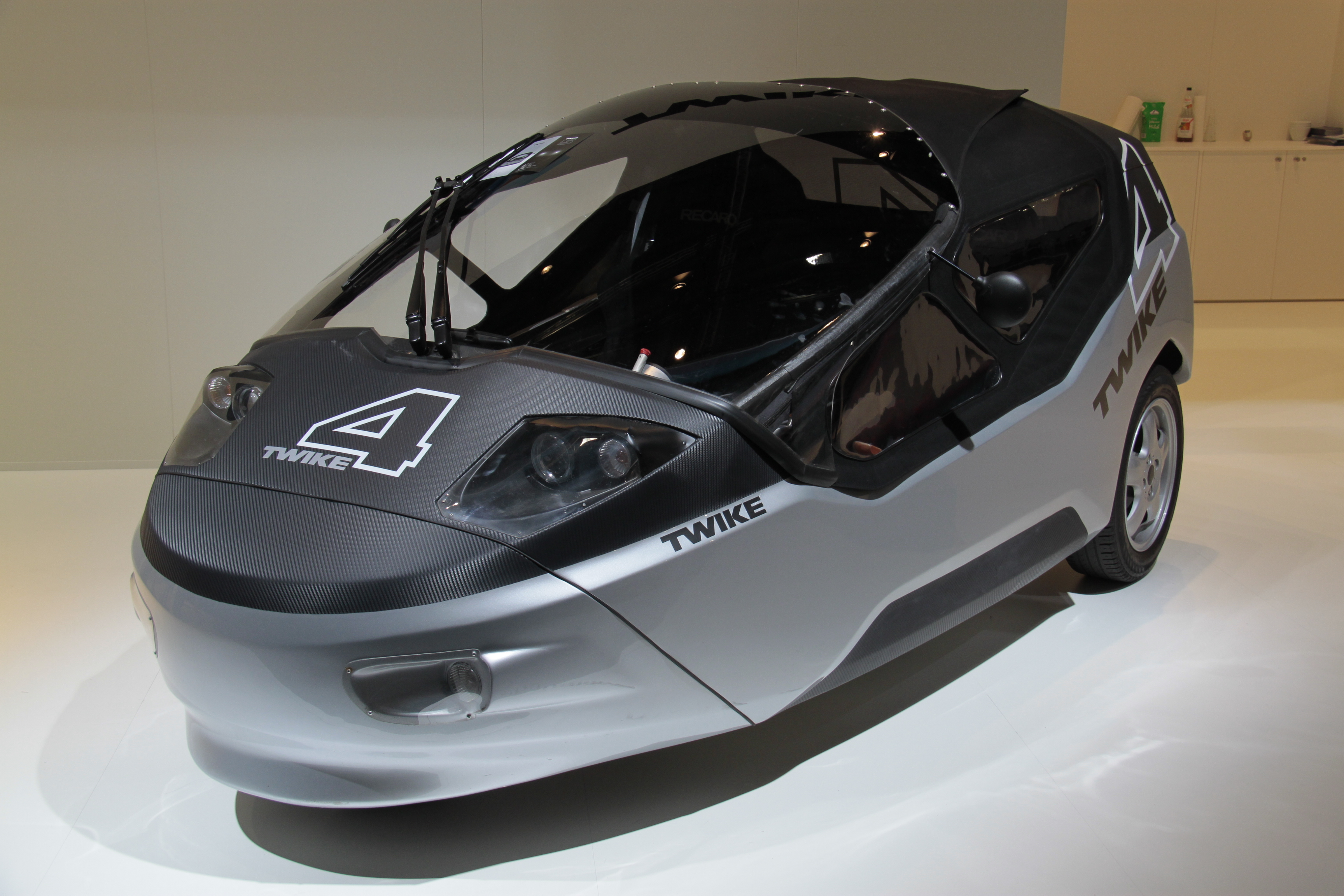
Twike 4 auf der IAA 2015 in Frankfurt
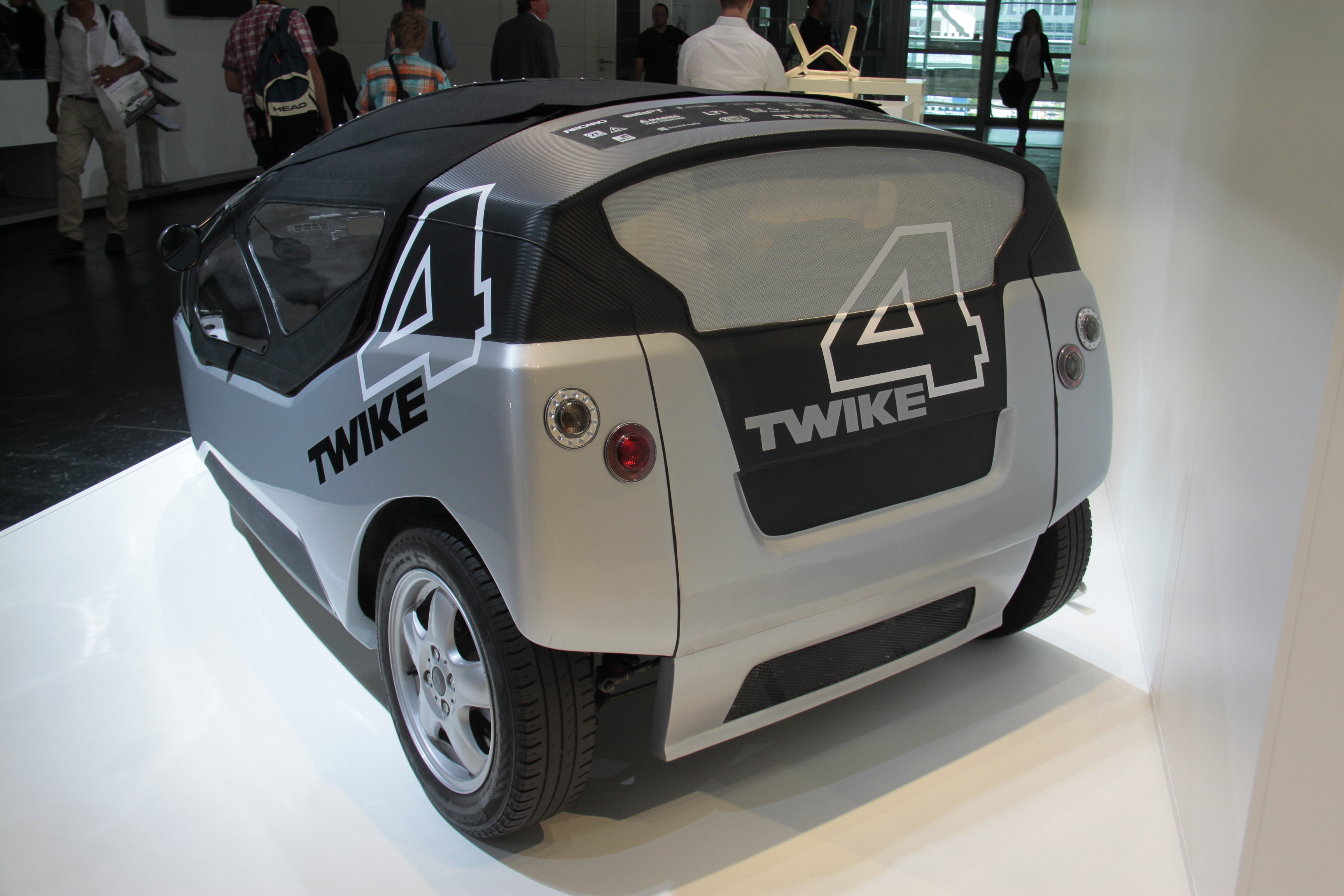
Twike 4 IAA 2015
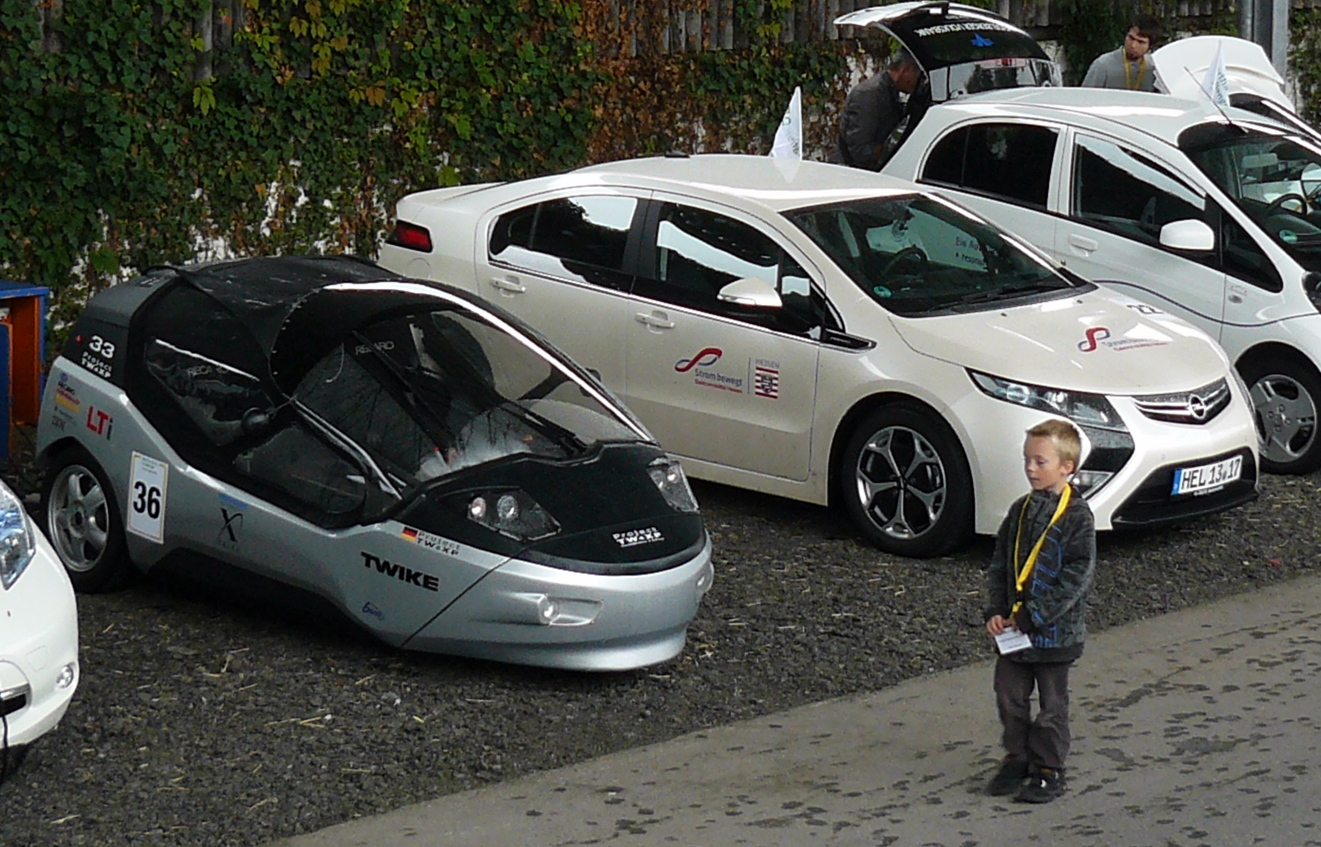
Twike TW4XP

### Twike 5
Ein Rahmenkonzept des Twike 5 wurde erstmals 2019 auf dem Genfer Autosalon präsentiert. Im Gegensatz zum Twike 4, das von Anfang an als Prototyp gedacht war, wird das 5er Modell zur Serienreife entwickelt. Insgesamt wird ein Fahrzeug mit einer Höchstgeschwindigkeit von 190 km/h angestrebt, das in Sachen Fahrkomfort und Sicherheit einem herkömmlichen Auto ähnlicher wird. Die Gemeinsamkeiten mit dem Twike 3 beschränken sich abgesehen vom Fahrwerk in Delta-Anordnung auf die EU-Fahrzeugklasse und die Möglichkeit, den Energieverbrauch des Fahrzeugs durch muskuläre Unterstützung zu senken. Statt eines direkten Pedalantriebs mit Kette wird ein Pedalgenerator (300 Watt, fahrerseitig Standard, beifahrerseitig wahlweise) eingesetzt.

#### Konstruktion
Mit dem Ziel, eine führende Rolle im Kurzstreckenverkehr im Automarkt einzunehmen zu können, wurde 2015 mit der Entwicklung des Twike 5 begonnen. Das Leichtelektromobil vereint Liegefahrrad, E-Bike und E-Auto und besteht aus einer modularen Sicherheitszelle mit einem Aluminiumrahmen und Überrollbügel aus hochfestem Stahl. Ummantelt werden soll es mit naturfaserverstärktem Kunststoff. Im Vergleich zum Twike 3 wandern die Batterien, wie bereits beim Twike 4, vom Heck als platzsparende Bodenplatte unter die Sitze. Das führt zu einer tieferen Schwerpunktlage. Die optimale Kippstabilität des Dreirads wurde verbessert und liegt bei einer Fahrzeugbreite von 1,55 m am Optimum und entspricht der eines Sportwagens. Zudem erhält der 5er ein neues Haubenkonzept, ist 100 kg leichter und besitzt eine Doppel-Längslenker-Schwinge mit Radlagerflansch für klassische PKW-Felgen an der Vorderachse. Die Hinterachse ist mit einer in sich verdrehbaren DeDion-Verbundaufhängung mit Stabilisator ausgestattet.

#### Bedienung
Eine wichtige Neuerung ist das beim Twike 4 eingeführte neue Lenksystem mit Beschleunigungs-Wippe, inklusive 2-stufiger Drucktaste für Beschleunigen und elektrisches Bremsen. Gelenkt wird mit Hilfe von zwei mechanisch miteinander verbundenen Sidesticks. Es entspricht dem Prinzip einer Zügellenkung. Zieht die linke Hand den Hebel nach hinten fährt das Twike 5 nach links. Zieht die rechte Hand am Hebel fährt der Twike 5 nach rechts. An beiden Hebeln des Lenksystems kann stufenlos die Geschwindigkeit geändert werden. Zusätzlich in den Griffen integriert sind Tempomat, Bedienungen für Blinker, Licht, Scheibenwischer und eine Scroll- und Wählfunktion für den Bildschirm. Für das Fahrzeug braucht es einen Führerschein der alten Klasse B oder der neuen Klasse A1.

#### Antrieb
Für den Hauptantrieb sorgt ein 70 Kilowatt starker Synchronmotor mit Reduktionsgetriebe bei Hinterradantrieb. Der Antrieb erreicht nach Herstellerangaben in der größten Akku-Ausbaustufe eine Geschwindigkeit von bis zu 190 km/h. Simuliert benötigt das Fahrzeug minimal 3,8 s zur Beschleunigung von 0 auf 100 km/h. Bis zu 20 Prozent im Großstadttempo können per Pedale beigesteuert werden.

#### Energieversorgung
Das Twike 5 wird in zwei Größen angeboten. Die Lithium-Ionen-Batteriemodule variieren zwischen 18 und 36 kWh. Neben einstündiger Ladung an einer DC-Ladestation kann eine entladene Batterie auch innerhalb 10 Stunden über einen Schuko-Haushaltsstecker geladen werden. Außerdem wird im Betrieb Bremsenergie zurück in den Akku gespeist. Das „Human Power Hybrid“-Konzept sieht vor, dass durch aktives Pedalieren Strom generiert wird und direkt in den Akku fließt.

#### Verbrauch und Reichweite
Das TWIKE 5-Modell bietet das Unternehmen in zwei Varianten mit verschiedenen Batteriegrößen an. Obwohl in allen Modellen der gleiche Motor verbaut wird, beeinflusst die Batteriegröße Reichweite und Leistung. Die Batteriegröße 18 kWh hat eine Reichweite von über 250 km. Mit der 36 kWh Variante wird eine Reichweite von über 500 km möglich sein. Durch die eingebauten Pedale kann der Fahrer die Reichweite manuell erhöhen.

### Twike 6
Über das Twike 6 ist noch wenig bekannt. Nach Angaben der Twike GmbH sollen sowohl der Preis als auch die Leistung im Vergleich zum Twike 5 deutlich reduziert werden. Aufgrund seiner Ausrichtung ist anzunehmen, dass dieses Modell das Twike 3 ersetzen wird.